# 8e cérémonie des Austin Film Critics Association Awards
La 8e cérémonie des Austin Film Critics Association Awards (AFCA Awards), décernés par l'Austin Film Critics Association, a eu lieu le 18 décembre 2012, et a récompensé les films réalisés dans l'année,.

## Palmarès

### Top 10
1. Zero Dark Thirty
2. Argo
3. Moonrise Kingdom
4. Django Unchained
5. Cloud Atlas
6. Holy Motors
7. Les Bêtes du sud sauvage (Beasts of the Southern Wild)
8. The Master
9. Happiness Therapy (Silver Linings Playbook)
10. Looper

### Catégories
- Meilleur film :
  - Zero Dark Thirty

- Meilleur réalisateur :
  - Paul Thomas Anderson pour The Master

- Meilleur acteur :
  - Joaquin Phoenix pour le rôle de Freddie Quell dans The Master

- Meilleure actrice :
  - Jennifer Lawrence pour le rôle de Tiffany dans Happiness Therapy (Silver Linings Playbook)

- Meilleur acteur dans un second rôle :
  - Christoph Waltz pour le rôle du Dr King Schültz dans Django Unchained

- Meilleure actrice dans un second rôle :
  - Anne Hathaway pour le rôle de Fantine dans Les Misérables

- Révélation de l'année :
  - Quvenzhané Wallis pour le rôle d'Hushpuppy dans Les Bêtes du sud sauvage (Beasts of the Southern Wild)

- Meilleur premier film :
  - Benh Zeitlin – Les Bêtes du sud sauvage (Beasts of the Southern Wild)

- Meilleur scénario original :
  - Looper – Rian Johnson

- Meilleur scénario adapté :
  - Argo – Chris Terrio

- Meilleure photographie :
  - The Master – Mihai Malaimare Jr.

- Meilleure musique de film :
  - Cloud Atlas – Reinhold Heil, Johnny Klimek et Tom Tykwer

- Meilleur film en langue étrangère :
  - Holy Motors •  France

- Meilleur film d'animation :
  - Les Mondes de Ralph (Wreck-it Ralph)

- Meilleur film documentaire :
  - The Imposter

- Austin Film Award :
  - Bernie

- Special Honorary Award :
  - Matthew McConaughey – Bernie, Killer Joe, Magic Mike, Paperboy (The Paperboy)